# Thierry Wirth
 (janvier 2024).
Thierry Wirth, né en 1947 à Vichy (Allier), est un journaliste, écrivain et conférencier français. Depuis les années 2000, il a écrit plusieurs ouvrages sur l'histoire de Vichy et du Bourbonnais.

## Biographie
Natif de Vichy, il est le fils d'un adjoint au maire de la ville, Thibaud Wirth. Docteur en lettres et sciences humaines (Université François Rabelais et Sorbonne)[source insuffisante], il commence sa carrière comme conseiller dans les cabinets ministériels.
Il publie son premier livre en 1973, Histoire de la Jamaïque. Il devient ensuite journaliste au Monde puis au Nouvel Économiste,. Fondateur et animateur de radios libres (Radio Saint-Germain et Ouest FM), il dirige ensuite deux maisons d'éditions, puis devient directeur de la revue Automobiles sportives et prestige (1992-1994). Depuis 2004, il se consacre à l'écriture, publiant notamment des ouvrages historiques et des recueils de photographies anciennes sur Vichy et le Bourbonnais.

### Politique locale
Il est candidat divers droite pour la quatrième circonscription de l'Allier aux élections législatives de 1993 mais battu au premier tour (le député sortant UDF et maire de Vichy Claude Malhuret bat au second tour le socialiste Gérard Charasse). Il présente une liste lors des élections municipales de 1995 à Vichy et est élu au conseil municipal.
Habitant ensuite à Cognat-Lyonne (commune à l'ouest de Vichy, dans l'aire urbaine de Vichy), il est élu au conseil municipal en 2020. Adjoint au maire, il représente sa commune à Vichy Communauté comme conseiller communautaire.
Il est président du Pays de Vichy Auvergne.

### Philatélie
Actif dans le milieu philatélique, il est membre de la Société philatélique de Vichy depuis 1956, président depuis 1997, a été président de la Société de Saint-Germain-en-Laye de 1979 à 1993 et président de la Fédération française de philatélie de 1981 à 1986. Par ailleurs, membre de la Chambre internationale des experts en philatélie, président de la Société européenne de philatélie (1981-1987) et directeur de  Sherwood Philately à Londres de 1984 à 1990[réf. nécessaire].

## Distinctions
- Chevalier dans l'Ordre national du Mérite[8].
- Chevalier dans l'ordre des Arts et Lettres.
- Médaille de la Ville de Paris (1979).

## Publications

### Ouvrages
- 2017 - Mémoire d'Allier - Vichy, l'adolescence, éd. Les Trois Roses[9]

- 2016 - Mémoire d'Allier - Autour de Vichy, éd. Les Trois Roses[10],[11]
- 2016 - Les Templiers - Le secret américain, éd. Trajectoire
- 2015 - Mémoire d'Allier - La cuisine bourbonnaise, éd. Les Trois Roses[12]
- 2015 - Mémoire d'Allier - Vichy - Capitale (1940-1944), éd. Les Trois Roses[13],[14]
- 2014 - Mémoire d'Allier - La Montagne bourbonnaise et Lapalisse , éd. Les Trois Roses[15],[16],[17]
- 2014 - Guide Vichy 1940-44, éditions Les Trois Roses[18],[19]
- 2013 - Mémoire d'Allier - Gares et trains, éd. Les Trois Roses[20]
- 2013 - Mémoire d'Allier - Le pays de Saint-Pourçain , éd. Les Trois Roses[21],[22]
- 2012 - Mémoire d'Allier - Le Bocage , éd. Les Trois Roses[23]
- 2011 - Qui a vraiment découvert l'Amérique, éd. Trajectoire[24]
- 2010 - Vichy d'hier à aujourd'hui, éd. Les Trois Roses[25],[26]
- 2009 - Hier en Bourbonnais, La Vie Rurale, éd. Les Trois Roses[27],[28],[29]
- 2009 - Histoire dune coopérative en Limagne bourbonnaise, éd. C.L.B.
- 2009 - Les Vierges Noires : Symboles et Réalités, éd. Oxus[30],[31](prix Blaise Pascal 2010)
- 2008 - Hier à Vichy (1914-1918), éd. Les Trois Roses[32],[33],[34]
- 2008 - Hier à Vichy (1940-1944), éd. Les Trois Roses[35],[36]
- 2008 - Hier à Vichy (1830-1930), éd. Les Trois Roses[37],[38],[39]
- 2006 - Le mangement bourbonnais, éd. Les Trois Roses[40],[41],[42](prix Blaise Pascal 2006)
- 2006 - L'Apithérapie, éd. Les Trois roses[43],[44],[45]
- 2005 - Mémoire en images : Saint-Pourçain-sur-Sioule et ses environs, éd. A. Sutton[46],[47]
- 2003 - Le vin de Saint-Pourçain, éd. Les Trois Roses[48],[49](prix Blaise Pascal 2004)
- 2003 - Mémoire en images : Vichy, éd. A. Sutton[50]
- 2002 - Entreprendre, une vie d’aventurier, éd. As du patrimoine
- 2000 - Vichy 1860-1914 ou la jeunesse de la reine des villes d'eaux[51],[52],[53](prix de l'Académie)
- 1979 - La Philatélie , éd. Hachette.
- 1978 - Vichy 1890-1914[54],[55]
- 1977 - Le Maine, l'Anjou et la Touraine à la Belle Époque , éd. Sodim - Bruxelles.
- 1976 - La Provence La Côte d'Azur à la Belle Époque[56], éd. Sodim - Bruxelles
- 1976 - La Lorraine à La Belle Époque , éd. Sodim - Bruxelles.
- 1976 - L'Auvergne et le Bourbonnais à la Belle Époque , éd. Sodim - Bruxelles.
- 1975 - L'Automobile à la Belle Époque, éd. Sodim - Bruxelles.
- 1975 - Les meetings automobiles, éd. Le Monde.
- 1973 - Histoire de la Jamaïque, éd. Les Feuilles marcophiles.

### Catalogues d'expositions
- 2007 - Cognat-Lyonne
- 1994 - Glozel[57]
- 1993 - Christian Bouillé
- 1992 - Edouard Pignon[58]
- 1991 - Hervé di Rosa[59]
- 1990 - Pincas - Messagier - Jeanclos[60]
- 1989 - Robert Combas - Louis Jammes (DL 01-08-1989-17644)[61]
- 1988 - Neuquelman - Antoine Poncet[62],[63]
- 1987 - Charpentier - Hadad - Velikovic[64],[65]
- 1986 - Jacques Birr (DL 29-07-1986-19418)[66],[67],[68]
- 1985 - Carzou (DL 18-11-1985-0239)[69],[70],[71],[72],[73]
- 1984 - Raymond Martinez[74],[75],[76]
- 1982 - L'avant-garde allemande[77],[78]
- 1981 - Chapelain-Midi[79],[80]
- 1980 - Claude Maréchal et Signovert
- 1978 - Horia Damian [81]

### Pièces de théâtre
- 2002 - La Pipe (pièce en trois actes).
- 2001 - Bord de mer (pièce en un acte).